# Горай (Любуське воєводство)
Горай (пол. Goraj) — село в Польщі, у гміні Пшиточна Мендзижецького повіту Любуського воєводства.
Населення — 455 осіб (2011).
У 1975-1998 роках село належало до Гожовського воєводства.

## Демографія
Демографічна структура станом на 31 березня 2011 року:
|          | Загалом | Допрацездатний вік | Працездатний вік | Постпрацездатний вік |
| -------- | ------- | ------------------ | ---------------- | -------------------- |
| Чоловіки | 227     | 54                 | 150              | 23                   |
| Жінки    | 228     | 39                 | 143              | 46                   |
| Разом    | 455     | 93                 | 293              | 69                   |